# Іоан Борзобагатий
Іоан Борзобагатий, чи Йона Борзобагатий-Красенський гербу Єліта (? — 1585) — руський шляхтич, урядник, релігійний діяч. Православний єпископ Луцький і Острозький (1565—1584). Жидичинський архимандрит. Представник роду Борзобагатих.

## Життєпис
Син володимирського владики Яцка Йосифа або Лева Борзобагатих.
Служив на посаді митника у Холмі та Красноставі, був війтом у Луцьку, городничим, ключником, мостівничим та митником Волинським.
Був одруженим, мав 4 дітей. Після смерті матері став коад'ютором батька, після його смерті бл. 1564 року — володимирсько-берестейським владикою-номінантом. Холмський єпископ Т. Лазовський силою вигнав його з кафедри у 1565 році. У 1566 році став турово-пінським єпископом, бл. 1567 — луцько-острозьким, не маючи при цьому свячення. Після погроз митрополита Іони ІІ прийняв монаший постриг як Йона, отримав капланські свячення. 26 грудня 1569 король Сигізмунд ІІ Август надав йому Жидичинську архімандрію, однак у 1582 році позбавлений посади. У 1571 році був висвячений на єпископа.
Можливо, чи не найскандальніша фігура в тогочасному українському православ'ї. Єпископську кафедру посів як світська людина. Постійні ексцеси супроводжували його призначення, діяльність. Помер як людина, піддана вироку баніції (під час 6-місячного відтермінування його баніції), що означало позбавлення громадянських прав. За час правління розграбував єпархію, її маєтки пороздавав своїм родичам. Король Стефан Баторій призначив його наступником Кирила (Терлецького).